# Dargeçit

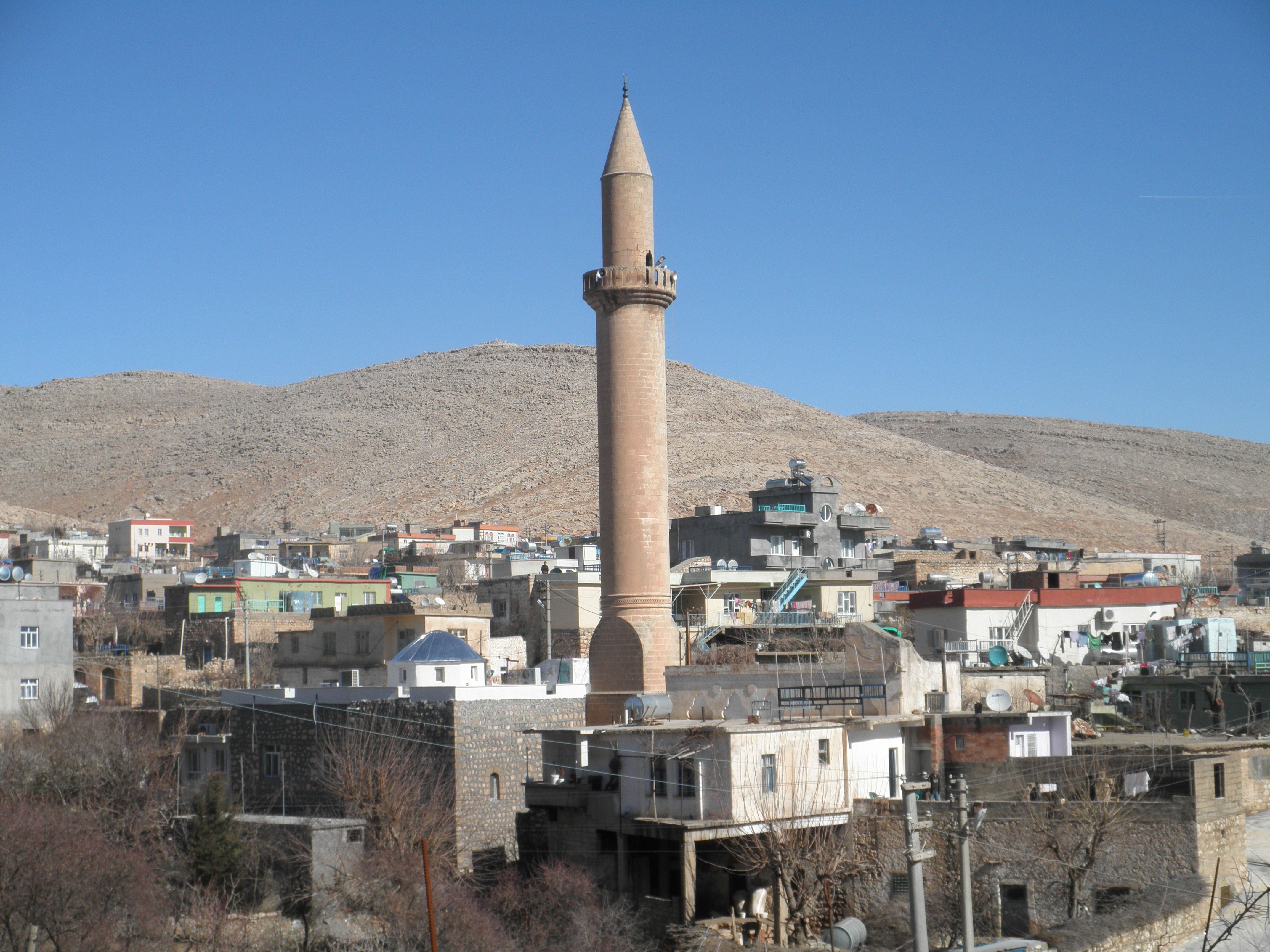
Kerboran

Dargeçit (reichsaramäisch ܟܪܒܘܪܢ Kerburan), ehemals Kerboran, auch Kfar Boran, ist eine Stadtgemeinde (Belediye) im gleichnamigen Ilçe (Landkreis) der Provinz Mardin in der türkischen Region Südostanatolien und gleichzeitig ein Stadtbezirk der 2012 gebildeten Büyükşehir belediyesi Mardin (Großstadtgemeinde/Metropolprovinz). Seit der Gebietsreform ab 2013 ist die Gemeinde flächen- und einwohnermäßig identisch mit dem Landkreis.
Die Stadt, deren türkischer Name Enger Durchgang bedeutet, liegt an einem Hügel. Die im Stadtlogo vorhandene Jahreszahl (1986) dürfte auf das Jahr der Ernennung zur Stadtgemeinde (Belediye) hinweisen.

## Lage
Dargeçit stellt den äußersten Nordosten der Provinz dar und grenzt extern an die Provinzen Batman, Siirt und Şırnak. Nachbarkreise von Dargeçit: 
| Gercüş, Provinz Batman | Hasankeyf, Provinz Batman                   |                            |
|                        | Kompassrose, die auf Nachbargemeinden zeigt | Güçlükonak, Provinz Sirnak |
| Midyat                 | İdil, Provinz Sirnak                        |                            |

## Verwaltung
Durch das Gesetz Nr. 3392 wurden 1987 aus dem Kreis Midyat alle 32 Gemeinden und die namensgebende Gemeinde des Bucak Dargeçit ausgegliedert und als eigener Kreis selbständig.
(Bis) Ende 2012 bestand der Landkreis neben der Kreisstadt aus den beiden Stadtgemeinden Kılavuz und Sümer sowie 30 Dörfern (Köy), die während der Verwaltungsreform 2013/2014 in Mahalle (Stadtviertel/Ortsteile) überführt wurden. Die vier existierenden Mahalle der Kreisstadt blieben erhalten, während die vier Mahalle der o. g. zwei anderen Belediye vereint und zu je einem Mahalle vereint wurden. Durch Herabstufung dieser Belediye und der Dörfer zu Mahalle stieg deren Anzahl auf 39. Ihnen steht ein Muhtar als oberster Beamter vor.
Ende 2020 lebten durchschnittlich 711 Menschen in jedem Mahalle, 6.663 Einw. im bevölkerungsreichsten (Bahçebaşı Mah.).

## Bevölkerung
Zur letzten Volkszählung vor der Selbständigkeit (1985) hatte der Bucak Dargeçit (32 Dörfer) 22.811 Einwohner, davon 4.178 Einw. für den Verwaltungssitz, die namensgebende Belediye. Fünf Jahre später zählte der Kreis Dargeçit (40 Dörfer) bereits 31.436 Einw., davon 10.079 in der Şehir (Kreisstadt). Ursprünglich ein christlicher syrisch-orthodoxer Ort, wird Dargeçit heute überwiegend von Kurden bewohnt.

## Geschichte
Vor dem Völkermord an den Armeniern lebten Kurden, Armenier und Aramäer in der Ortschaft. Bis zur Ermordung von  Andreas Demir Lahdik, dem Bürgermeister, im Jahre 1979, lebten weiterhin Aramäer in Dargecit. Heute leben von vor allem Kurden in Dargecit. Nach dem Ende der Friedensverhandlungen zwischen der PKK und der Türkei kam es zu Kämpfen in Dargecit. 100 Häuser sollen zerstört worden sein. Am 11. Dezember 2015 wurde eine Ausgangssperre ausgerufen, die nach 19 Tagen am 30. Dezember 2015 aufgehoben wurde.

## Politik
Bei den Kommunalwahlen 2014 wurden Zeynep Şipçik und Sinan Akan von der Barış ve Demokrasi Partisi mit 60 % der Stimmen zu Co-Bürgermeistern gewählt.  Am 31. März 2016 wurde Şipçik festgenommen. Am 11. September 2016 wurde ein Zwangsverwalter eingesetzt.

## Persönlichkeiten
- Mor Filiksinos Yusuf Çetin (* 1954), syrisch-orthodoxer Metropolit und Patriarchalvikar
- Fuat Deniz (1967–2007), Soziologe und Schriftsteller
- Josef Özer (* 1983), Popmusiker